# Пристанище Силистра
Пристанище Силистра е пътническо пристанище за обслужване на пътници и корабно бункероване, разположено на река Дунав край гр. Силистра, България.
В близкото минало е поддържало целогодишно регулярна линия Силистра – Рени – Измаил – Силистра.

## Капацитет
Пристанище Силистра разполага с площ от 16 320 м2, 900 м2 паркинг, 2 понтона за приемане на пътнически кораби, дълбочина на лимана при кота 0 от 1 м и 2 м., връзка с автотранспортна мрежа на България.
Пристанището е разположено на 380-ия километър на река Дунав и разполага с 4 котвени стоянки:
- Котвена стоянка № 1 – за престой на екипажни и безекипажни кораби без сини светлини и сини конуси. Ширина от 30 м до 80 м от десния бряг.
- Котвена стоянка № 2 – за специална обработка на кораби и товари. Ширина от 50 м до 100 м от десния бряг.
- Котвена стоянка № 3 – за престой на транзитно преминаващи кораби и състави без сини светлини и сини конуси. Ширина от 50 м до 150 м от десния бряг
- Котвена стоянка № 4 – за престой на екипажни и безекипажни кораби, които превозват опасни товари. Ширина от 50 м до 150 м от десния бряг